# لا أوروتافا
بلدية لا أوروتافا (بالإسبانية: La Orotava) هي بلدية تقع في مقاطعة سانتا كروث دي تينيريفه التابعة لمنطقة جزر الكناري جنوب غرب إسبانيا.
أعلن المركز التاريخي الموقع التاريخي الوطني في عام 1976. ومن الجدير بالذكر أيضا أن معظم بارك تيد الوطني (مواقع التراث العالمي في عام 2007) ويقع داخل البلدية. بل هو أيضا أعلى من إسبانيا وأشد البلدية، والبلدية تأتي من مستوى سطح البحر يصل إلى 3718 متر وتيد (أعلى قمة في إسبانيا).

## الديموغرافيا
بلغ عدد سكان بلدية لا أوروتافا 41.706 نسمة عام 2011 (وفقاً للمعهد الوطني للإحصاء الإسباني).
| 35.642 | 35.775 | 39.095 | 40.355 | 40.644 | 41.171 | 41.706 |

## أعلام
- دييغو رودريغيز فيرنانديز
- دومينغو كولين
- خوان رامون غارسيا
- فرناندو إستيفيه
- توني أكوستا